# Месиани
Месианѝ, още Хаджи Раханли или Хаджи Ранли (на гръцки: Μεσιανή, до 1927 година Χατζή Ραχανλή, Хаджи Раханли или Χατζηρανλή, Хаджи Ранли), е село в Република Гърция, част от дем Сервия на област Западна Македония.

## География
Селото е разположено на 395 m надморска височина, на 13 km югоизточно от Кожани, на левия бряг на река Бистрица (Алиакмонас).

## История

### В Османската империя
Според статистиката на Васил Кънчов („Македония. Етнография и статистика“) през 1900 година в Руханле, Кожанска каза, има 560 турци.
На Етнографската карта на Битолския вилает на Картографския институт в София от 1901 година Руханли е чисто турско село в Кожанската каза на Серфидженския санджак със 103 къщи.
Според статистика на Серфидженския санджак на гръцкото консулство в Еласона от 1904 година в Хаджириханли (Χατζηριχανλί), Кожанска каза, живеят 600 турци.

### В Гърция
През октомври 1912 година, по време на Балканската война, в селото влизат гръцки част и след Междусъюзническата война в 1913 година Хаджи Риханли остава в Гърция.
В 1922 година мюсюлманското население на селото се изселва и в Хаджи Риханли са заселени гърци туркофони, бежанци от Турция. В 1927 година името на селото е сменено на Месиани. В 1928 година Месиани е чисто бежанско селище със 112 бежански семейства и 383 жители бежанци.
Населението традиционно произвежда тютюн, жито и други земеделски продукти, като се занимава и с краварство.
| Име      | Име         | Ново име | Ново име | Описание                                                      |
| -------- | ----------- | -------- | -------- | ------------------------------------------------------------- |
| Яри Кая  | Γιαρή Καγιά | Мармара  | Μάρμαρα  | възвишение на ЮИ от Месиани на левия бряг на Бистрица (307 m) |
| Келемлик | Κελεμλίκι   | Рахи     | Ράχη     | възвишение на ЮИ от Месиани на левия бряг на Бистрица         |

| Година    | 1913 | 1920 | 1928 | 1940 | 1951 | 1961 | 1971 | 1981 | 1991 | 2001 | 2011 | 2021 |
| --------- | ---- | ---- | ---- | ---- | ---- | ---- | ---- | ---- | ---- | ---- | ---- | ---- |
| Население | 538  | 574  | 392  | 620  | 599  | 585  | 434  | 384  | 489  | 340  | 280  | 238  |

## Личности
Родени в Месиани
- Георгиос Аманатидис, гръцки политик